# عظیم جزیده
عظیم جزیده کمک مربی فعلی تیم ملی والیبال ایران و بازیکن سابق تیم ملی ایران است. جزیده به عنوان بازیکن سابقه بازی در تیم‌های پیکان تهران، جواهری گنبد، داماش گیلان، پاس تهران، برق کرمان، شهرک‌های صنعتی خراسان شمالی، کاله مازندران و متین ورامین را در کارنامه خود دارد.
جزیده برای مسابقات انتخابی المپیک تابستانی ۲۰۰۴ توسط پارک کی-وون به تیم ملی والیبال دعوت شد. وی در سال ۱۴۰۰ توسط ولادیمیر الکنو برای همراهی تیم ملی والیبال در لیگ ملت‌ها به عنوان یکی از ۴ کمک مربی برگزیده به اردو تیم ملی دعوت شد.